# TVS Motor Company
A TVS Motor Company egy indiai multinacionális motorkerékpár-gyártó, amelynek székhelye Csennaiban, Tamilnádu államban, Indiában található. Ez a harmadik legnagyobb motorkerékpár-gyártó cég Indiában, több mint 20 000 ₹ bevételével 2018-19-ben.

## Aktuális modellválaszték
- TVS XL100HD i-TOUCH
- TVS Scooty pep+
- TVS Scooty ZEST110CC
- TVS Jupiter 110cc
- TVS Jupiter125CC
- TTVS NTORQ 125CC
- TVS Sport
- TVS Star City plus
- Apache RTR Series
- TVS RR 310
- TVS Radeon
- TVS Sport
- TVS Star City Plus[2]
- TVS XL100
- TVS iQube
- TVS Raider 125
- TVS Ronin 225
- TVS King Duramax
- TVS King Kargo